# Vạn Xuân, Thái Nguyên
Vạn Xuân là một phường ở phía nam của tỉnh Thái Nguyên, Việt Nam.

## Địa lý
Xã Vạn Xuân có vị trí địa lý:
- Phía đông giáp xã Điềm Thụy và tỉnh Bắc Ninh
- Phía tây giáp phường Phổ Yên và xã Thành Công
- Phía nam giáp tỉnh Bắc Ninh và phường Trung Thành
- Phía bắc giáp phường Phổ Yên và xã Điềm Thụy.

Phường Vạn Xuân có diện tích 40,2 km², dân số năm 2025 là 61.610 người. Khu vực được định hướng phát triển đô thị và các dịch vụ công cộng như khách sạn, nhà hàng, siêu thị; hình thành trục không gian tài chính - ngân hàng, thương mại - dịch vụ với quần thể kiến trúc hiện đại. Trên địa bàn có khu công nghiệp công nghệ thông tin tập trung Yên Bình đang chuẩn bị được xây dựng, các tổ hợp thương mại dịch vụ đang được các nhà đầu tư xây dựng. Hạ tầng giao thông trên địa bàn phường có tuyến quốc lộ 3, cao tốc Hà Nội - Thái Nguyên, đường liên kết vùng Bắc Giang – Thái Nguyên - Vĩnh Phúc, đường vành đai V vùng Thủ đô và các tuyến đường nội thị chạy qua.
Đoạn hạ lưu sông Công (từ xã Nam Tiến cũ) có 15km đê ở hai bên sông. Khu vực phường nằm kẹp giữa vùng đê sông Công và sông Cầu nên thường bị úng, lụt khi mưa lớn, hoặc khi nước sông Cầu dâng cao.

## Lịch sử
Tên gọi "Vạn Xuân" gợi nhớ đến quốc hiệu nước Vạn Xuân dưới thời vua Lý Nam Đế, quê ở thôn Cổ Pháp, phường Tiên Phong cũ.
Năm 1970, sáp nhập xã Đại Xuân vào xã Tiên Phong. Năm 1972, thị trấn Ba Hàng được thành lập trên cơ sở tách phố Ba Hàng thuộc xã Đồng Tiến. Năm 2015, huyện Phổ Yên trở thành thị xã Phổ Yên, và phường Ba Hàng được thành lập trên cơ sở toàn bộ 1,8315 km² diện tích tự nhiên và 7.661 người của thị trấn Ba Hàng; cùng với 2,6138 km² diện tích tự nhiên và 2.478 người của xã Đồng Tiến, thành lập phường Đồng Tiến trên cơ sở toàn bộ 7,8092 km² diện tích tự nhiên và 16.314 người còn lại của xã Đồng Tiến.
Năm 2022, thị xã Phổ Yên trở thành thành phố Phổ Yên, đồng thời thành lập phường Nam Tiến trên cơ sở toàn bộ 8,31 km² diện tích tự nhiên và 9.124 người của xã Nam Tiến, thành lập phường Tân Hương trên cơ sở toàn bộ 9,32 km² diện tích tự nhiên và 10.538 người của xã Tân Hương, thành lập phường Tiên Phong trên cơ sở toàn bộ 14,82 km² diện tích tự nhiên và 16.694 người của xã Tiên Phong.
Tháng 6 năm 2025, phường Vạn Xuân được thành lập trên cơ sở nhập toàn bộ diện tích tự nhiên, quy mô dân số của phường Nam Tiến (diện tích tự nhiên là 8,31 km²; dân số là 9.703 người); phường Đồng Tiến (diện tích tự nhiên là 7,73 km²; dân số là 22.313 người); phường Tân Hương (diện tích tự nhiên là 9,33 km²; dân số là 10.558 người) và phường Tiên Phong (diện tích tự nhiên là 14,83 km²; dân số là 19.036 người) của thành phố Phổ Yên.
. Trụ sở làm việc của xã nằm tại xã cũ.

## Hành chính
Đến năm 2003, xã Nam Tiến gồm 11 xóm: Lò, Đồi, Hạ, Giữa, Hộ Sơn, Trường Thịnh, Chùa, Đình, Núi 1, Núi 2, Trại..
Đến năm 2003, xã Đồng Tiến gồm 25 xóm: Đình, Giữa, Chiến Thắng, An Bình, Con Trê, Thái Bình, Ga, Vườn Dây, Ấp Bắc, Đại Cát, Vinh Xương, Thanh Hoa, Tân Hoa, Đầu Cầu, Tân Thành, Hoàng Vân, Hoàng Thanh, Đồng Tâm, Quán Vă 1, Quán Vă 2, Đồng Năm, Rãy, Nam, Yên Trung, Yên Thứ. Năm 2019, sáp nhập hai tổ dân phố Vườn Dẫy và Tân Hoa thành tổ dân phố Thanh Trung, sáp nhập hai tổ dân phố Con Trê và Thái Bình thành tổ dân phố Thái Bình Con Trê, sáp nhập hai tổ dân phố Nam và Ấp Bắc thành tổ dân phố Bắc Nam, sáp nhập hai tổ dân phố Ga và Đại Cát thành tổ dân phố Đại Ga, phường Đồng Tiến có 13 tổ dân phố.
Đến năm 2003, xã Tân Hương gồm 23 xóm: Trại, Vàng, Quang Vinh, Trung, Cầu, Cầu Tiến, Hương Sơn, Hương Đình 1, Hương Đình 2, Hương Thịnh, Tân Trang, Tân Long 1, Tân Long 2, Tân Long 3, Trường Thọ, Ao Đình, Đình, Sứ, Phong Niên, Bắc, Nam, Đông, Thành Lập. Năm 2019, sáp nhập hai xóm Trung và Quang Vinh thành xóm Quang Trung, sáp nhập hai xóm Cầu và Hương Sơn vào xóm Cầu Tiến, sáp nhập hai xóm Hương Đình 1 và Hương Thịnh thành xóm Hương Đình, sáp nhập hai xóm Hương Đình 2 và Tân Trung thành xóm Hương Trung, sáp nhập ba xóm Tân Long 1, Tân Long 2, Tân Long 3 thành xóm Tân Long, sáp nhập ba xóm Đông, Bắc, Phong Niên thành xóm Duyên Bắc, sáp nhập hai xóm Thành Lập và Nam thành xóm Thành Nam, sáp nhập ba xóm Đình, Ao Đình, Sứ thành xóm Tân Thịnh.
Đến năm 2003, xã Tiên Phong gồm 27 xóm: Hoà Bình, Quyết Tiến, Đại Tân, Thái Cao, Đinh Thành, Ao Cả, Kết Hợp, Hảo Sơn 1, Hảo Sơn 2, Yên Trung 1, Yên Trung 2, Nguyên Hậu 1, Nguyên Hậu 2, Đồng Lâm, Trung Lâm, Ngọc Lâm, Hương Lâm, Đông Đoài, Trong, Đồng Xuân, Trung Xuân, Giã Trung 1, Giã Trung 2, Giã Thù 1, Giã Thù 2, Giã Thù 3, Giã Thù 4.